# Oenothera villosa
Oenothera villosa är en dunörtsväxtart. Oenothera villosa ingår i släktet nattljussläktet, och familjen dunörtsväxter.

## Underarter
Arten delas in i följande underarter:
- O. v. strigosa
- O. v. villosa

## Bildgalleri

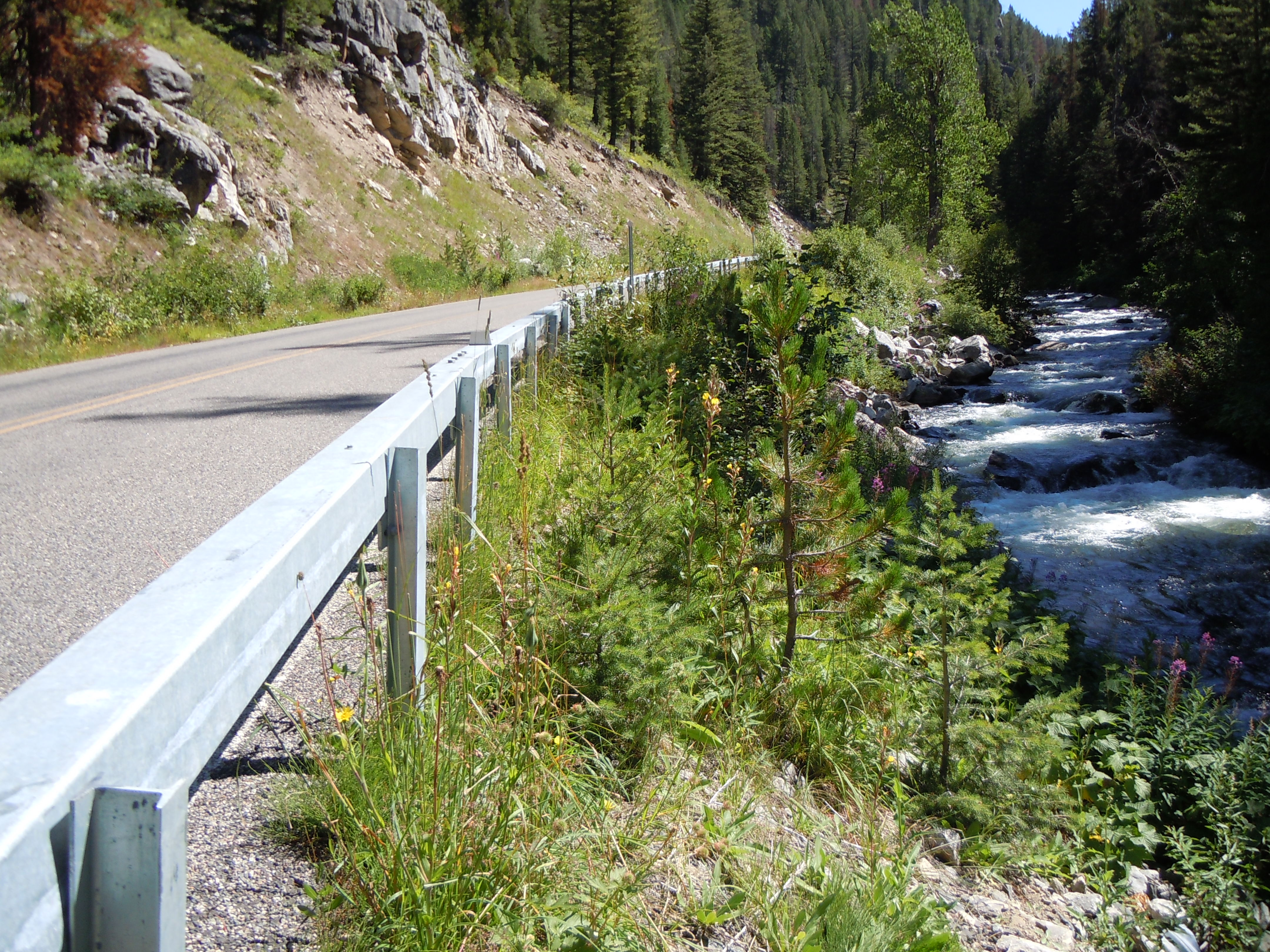
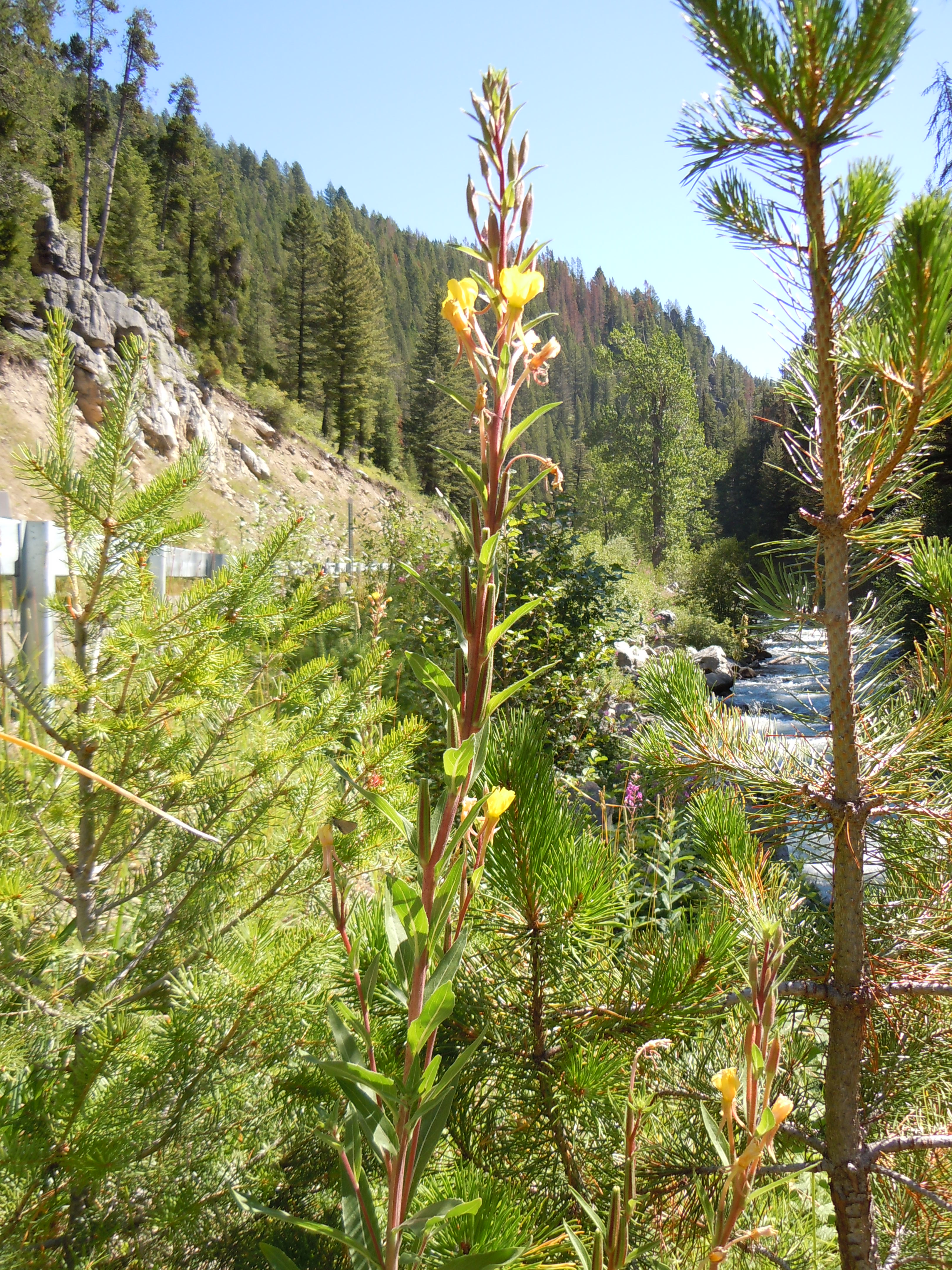
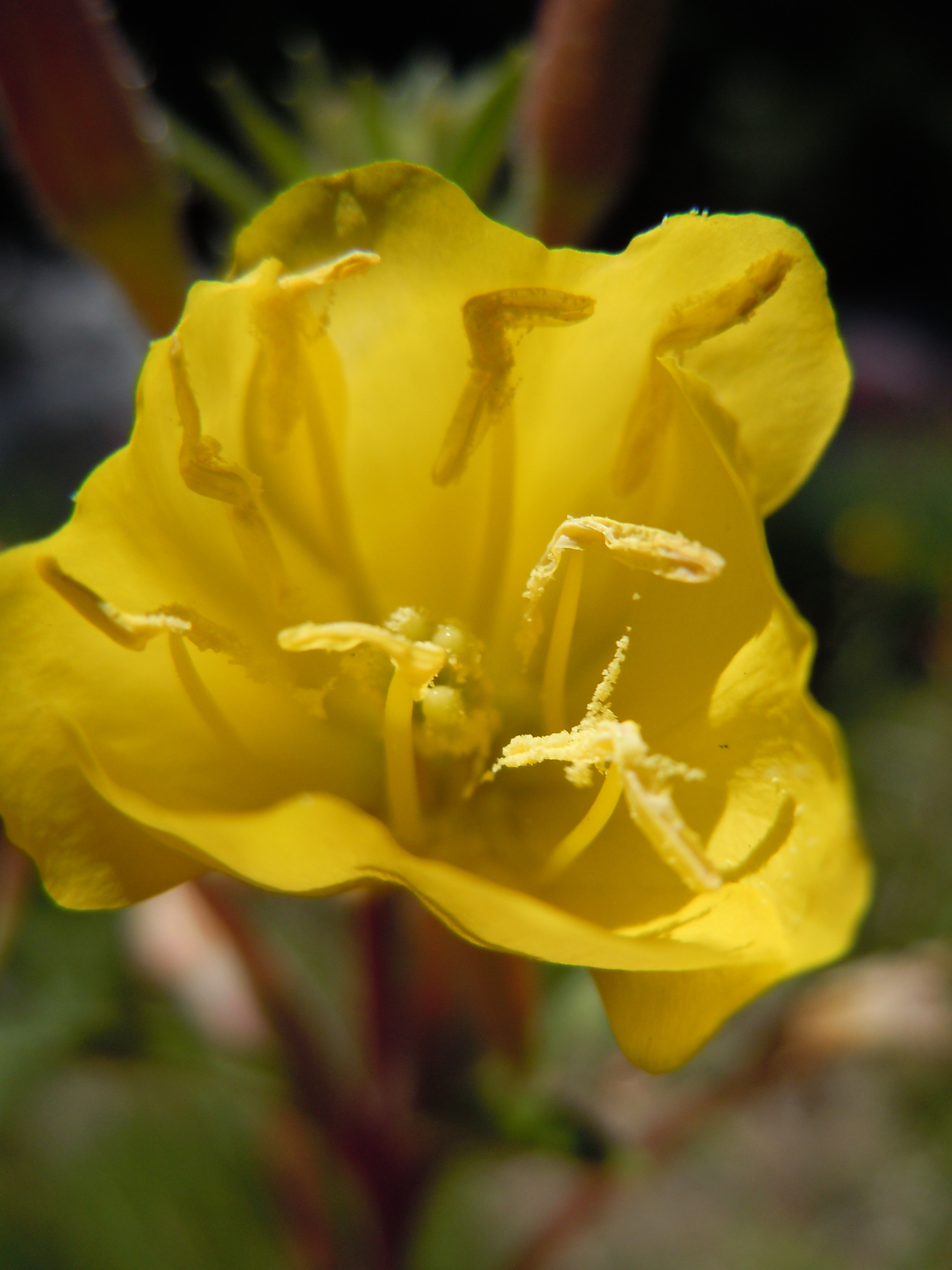
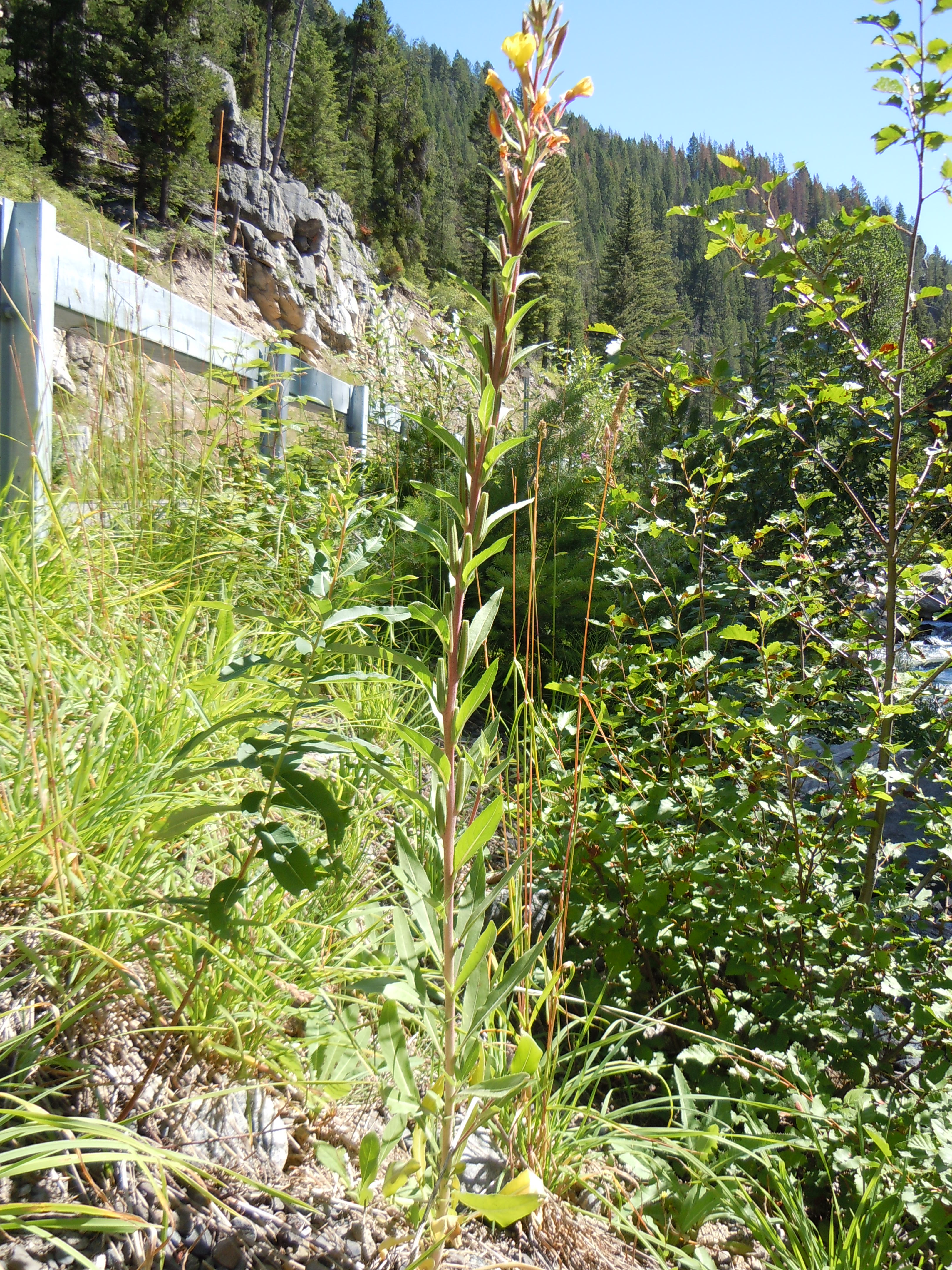